# أباس
أباس (باللاتينية: Abas)

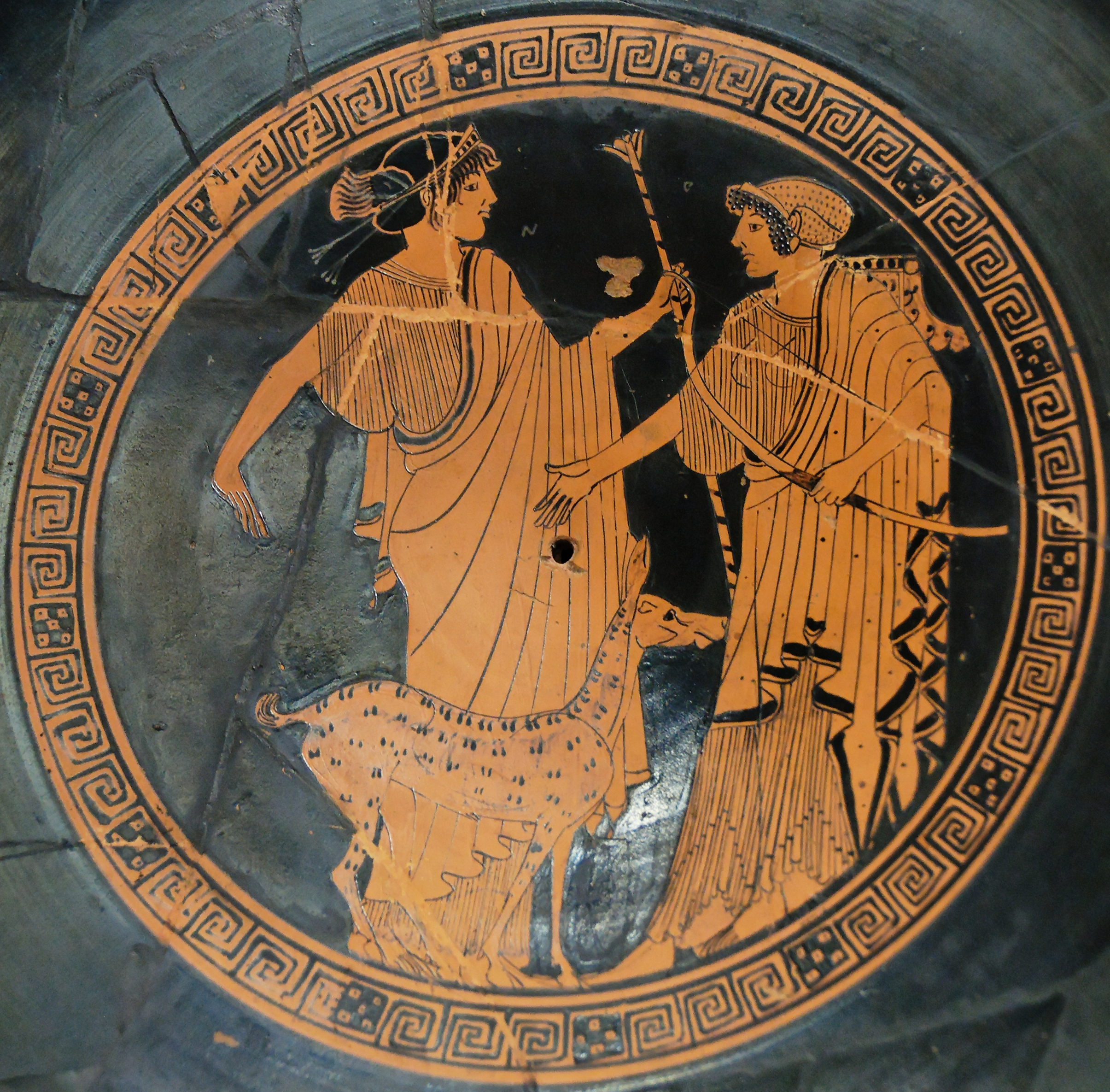
أبولو أرتميس بريغوس اللوفر G151

هناك ثلاثة أبطال يحملون هذا الاسم في الميثولوجيا الاغريقية وهم بالترتيب:
1. أقدم اسم: لبطل من قبيلة أبانتيد وهي قبيلة في جزيرة وابية ورد ذكرها في الياذة هوميروس. ويقال أنه ابن الإله بوزيدون والحورية أرتوسا آلهة الينابيع قرب مدينة خالكيس، المدينة الرئيسية في الجزيرة.
2. أشهر هذه الأسماء: ملك أرجوس (باللاتينية: Argos) الذي كانت تجري في عروقه دماء اثنين من الاخوة الأعداء هما داناس (باللاتينية: Danaus) وإيجيبتوس (باللاتينية: Egyptus) وهو جد برسيوس (باللاتينية: Perseus) البطل الأسطوري في الميثولوجيا اليونانية الذي ذبح الميدوسا (باللاتينية: Medusa) الوحش المخيف.
3. وهناك أخيرا: أباس ابن مكلامبوس حفيد أميثون (باللاتينية: Amythaon).[1][2]